# Forth River (Bass-Straße)
Der River Forth ist ein Fluss im Nordwesten des australischen Bundesstaates Tasmanien.

## Geografie

### Flusslauf
Der 103 Kilometer lange Forth River entspringt an den Nordhängen des Mount Pelion West im Zentrum des Cradle-Mountain-Lake-St.-Clair-Nationalparks. Von dort fließt er nach Nord-Nordosten und mündet bei der Kleinstadt Leith, rund neun Kilometer westlich von Devonport, in die Bass-Straße.

### Nebenflüsse mit Mündungshöhen
- Hartnett Rivulet – 360 m
- Hansons River – 271 m
- Dove River – 222 m
- Bull Creek – 222 m
- Forth Falls Creek – 124 m
- Wilmot River – 37 m

(Quelle:)

### Durchflossene Stauseen
- Lake Cethena – 222 m
- Lake Barrington – 178 m
- Lake Paloona – 66 m

(Quelle:)